# Elba Rosa Pérez Montoya
Elba Rosa Pérez Montoya (20 de noviembre de 1960) es una política cubana. Desde 2012 y hasta el año 2024 Ministra de Ciencia, Tecnología y Medio Ambiente (CITMA) y diputada de la Asamblea Nacional Popular de Cuba por la provincia de Granma en la VIII y IX legislatura electa por el municipio de Manzanillo. El 2 de febrero de 2024 renuncia al cargo de Ministra del CITMA para ser nombrada Embajadora de la República de Cuba en el Estado Plurinacional de Bolivia. 

## Trayectoria
Es máster en Ciencias y fue profesora y  jefa de departamento de la Facultad de Ciencias Sociales y Humanas en la Universidad de Oriente en Santiago de Cuba y Secretaria General Profesional del Comité del Partido Comunista de Cuba en el centro además de funcionaria del Departamento  de Educación, Ciencia, Cultura y Deporte del Comité Central. También presidió el Consejo de Ciencia y Tecnología de la Comisión Permanente para la Implementación de las Directrices para la Política Económica y Social del Partido y la Revolución. En 1997 participó en el V Congreso del Partido y en el VI celebrado en 2011. Fue delegada en el VII Congreso del Partido en 2016 y elegida miembro del Comité Central del PCC. 
En 2012 fue nombrada Ministra de Ciencia, Tecnología y Medio Ambiente sucediendo a José Miguel Miyar Barruecos. 
En julio de 2018 cuando el presidente Miguel Díaz-Canel asumió la presidencia del país fue ratificada en el cargo de Ministra.
Durante su trayectoria ha destacado el papel de las mujeres en la ciencia. En diciembre de 2018 de las 86.000 personas dedicadas a las actividades de Ciencia, Tecnología e Innovación el 53 % son mujeres según la ministra.
Fue reelegida como diputada por la provincia de Granma a la Asamblea Nacional del Poder Popular el 18 de abril de 2018 en la Sesión Constitutiva de la IX  Asamblea Nacional del Poder Popular En diciembre de 2019 fue reconfirmada como ministra de Ciencia, Tecnología y Medio Ambiente.